# Schutsluis Wierstersyl
Schutsluis Wierstersyl is een sluis even ten noordoosten van het Friese dorp Wier in de gemeente Waadhoeke.

## Beschrijving
De Wierstersyl in het Wierzijlsterrak geeft samen met de Anita Andriesensluis toegang tot de het Bildtse deel van de Noordelijke Elfsteden vaarroute. De sluizen zijn opgeleverd in 2011 en op 28 april 2011 zijn de namen onthuld en is de Schutsluis Wierstersyl door Jaap Keizer, voorzitter van de stuurgroep, overgedragen aan de gemeente Het Bildt. De sluis is automatisch en eenvoudig zelf te bedieningen. Hij is voorzien van kluuntrappen en een vispassage. Tijdens de Elfstedentocht moet op deze plek gekluund worden.
Voordat de sluis werd gerealiseerd was Het Bildt op deze en op de plek van de Anita Andriesensluis afgedamd door middel van twee aardedammen. Dit komt doordat het waterpeil op Het Bildt circa 35 centimeter lager ligt dan in de rest van Friesland. Dit maakte doorvaart dan ook onmogelijk. Het verhogen van het waterpeil zou te veel landbouwkundige nadelen en een te hoog kostenplaatje geven. Ook zouden de afvaarten naar de dorpen moeten worden afgedamd. Te veel nadelen volgens de stuurgroep en daarom heeft men uiteindelijk gekozen voor een tweetal sluizen waarvan de Wierstersyl er één is.
De schutsluis Wierstersyl is vernoemd naar de sluis de Wierstersyl die voor 1500 in de dijk bij Wier lag. Deze oude sluis zorgde voor de afwatering van boezemwater naar de Waddenzee. Door het dichtslibben van het gebied achter de dijk en de aanleg van de Oudebildtdijk verloor de sluis uiteindelijk zijn functie en werd nog voor 1500 afgebroken. De oorspronkelijk dijk in de nabijheid van de sluis is nog goed herkenbaar. Het gebied ten noorden van de dijk is sinds de aanleg van de Oudebildtdijk geen Waddenzee meer maar de tegenwoordige gemeente Het Bildt met daarop de nieuwe sluis. Overigens wordt de afwatering van het boezemwater in deze regio inmiddels verwerkt door het H.G. Miedemagemaal te Zwarte Haan.